# علامة جوفروي
علامة جوفروي (بالإنجليزية: Joffroy's sign)‏ هي علامة سريرية والتي يوجد فيها نقص في تجعد الجبهة عندما ينظر المريض لأعلى برأس مائل للأمام. تحدث في المرضى الذين يعانون من جحوظ العين في داء غريفز.
سُميت العلامة نسبةً إلى ألكسيس جوفروي.

## وصلات خارجية
- Joffroy's sign I على قاموس من سمى هذا؟